# Asienmeisterschaften im Boxen 2021
Die 31. Asienmeisterschaften im Boxen 2021 wurden vom 24. bis zum 31. Mai in Dubai, und damit erstmals in den Vereinigten Arabischen Emiraten, ausgetragen. Ursprünglich waren die Meisterschaften in der indischen Hauptstadt Neu-Delhi geplant, wurden jedoch kurzfristig aufgrund der für Indien bestehenden Reisebeschränkungen mehrerer teilnehmender Länder, im Zusammenhang mit der COVID-19-Pandemie, nach Dubai verlegt.
Gemeldet und startberechtigt waren 103 Männer und 47 Frauen in jeweils 10 Gewichtsklassen.

## Ergebnisse der Männer
| KLASSE                        | GOLD                             | SILBER                             | BRONZE                                                            |
| ----------------------------- | -------------------------------- | ---------------------------------- | ----------------------------------------------------------------- |
| Halbfliegengewicht (46–49 kg) | Nodirjon Mirsachmedow Usbekistan | Daniyal Sabit Kasachstan           | Orkhontungalag Unubold Mongolei Mark Lester Durens Philippinen    |
| Fliegengewicht (49–52 kg)     | Shahobiddin Zoirov Usbekistan    | Amit Panghal Indien                | Azat Usenaliev Kirgisistan Säken Bibossynow Kasachstan            |
| Bantamgewicht (52–56 kg)      | Kharkhüügiin Enkh-Amar Mongolei  | Mirazizbek Mirzahalilov Usbekistan | Akylbek Esenbek uulu Kirgisistan Junmilardo Ogayre Philippinen    |
| Leichtgewicht (56–60 kg)      | Erdenebatyn Tsendbaatar Mongolei | Danial Shahbakhsh Iran             | Abdumalik Xaloqov Usbekistan Varinder Singh Indien                |
| Halbweltergewicht (60–64 kg)  | Baatarsükhiin Chinzorig Mongolei | Shiva Thapa Indien                 | Elnur Abduraimov Usbekistan Bakhodur Usmonov Tadschikistan        |
| Weltergewicht (64–69 kg)      | Bobo-Usmon Baturov Usbekistan    | Abylaichan Schüssipow Kasachstan   | Vikas Krishan Indien Misheelt Battumur Mongolei                   |
| Mittelgewicht (69–75 kg)      | Saidjamshid Jafarov Usbekistan   | Äbilchan Amanqul Kasachstan        | Eumir Marcial Philippinen Seyidshahin Mousavi Iran                |
| Halbschwergewicht (75–81 kg)  | Dilshodbek Ruzmetov Usbekistan   | Meysam Gheshlaghi Iran             | Shabbos Negmatulloev Tadschikistan Erkin Adylbek Uulu Kirgisistan |
| Schwergewicht (81–91 kg)      | Sanjeet Kumar Indien             | Wassili Lewit Kasachstan           | Sanjar Tursunov Usbekistan Rustam Yrysbek uulu Kirgisistan        |
| Superschwergewicht (+91 kg)   | Bahodir Jalolov Usbekistan       | Qamschybek Qongqabajew Kasachstan  | Abdulrahman Alanzi Kuwait Pouria Amiri Iran                       |

## Ergebnisse der Frauen
| KLASSE                        | GOLD                           | SILBER                           | BRONZE                                                            |
| ----------------------------- | ------------------------------ | -------------------------------- | ----------------------------------------------------------------- |
| Halbfliegengewicht (45–48 kg) | Alua Balkibekowa Kasachstan    | Gulasal Sultonalijewa Usbekistan | Monika Singh Indien Josie Gabuco Philippinen                      |
| Fliegengewicht (48–51 kg)     | Nasym Qysaibai Kasachstan      | Mary Kom Indien                  | Nadeeka Pushpakumari Sri Lanka Altantsetseg Lutsaikhan Mongolei   |
| Bantamgewicht (51–54 kg)      | Dina Cholaman Kasachstan       | Sitora Schogdarowa Usbekistan    | Sakshi Chaudhary Indien Erdenedalai Michidmaa Mongolei            |
| Federgewicht (54–57 kg)       | Sitora Turdibekowa Usbekistan  | Wladislawa Kuchta Kasachstan     | Mijgona Samadowa Tadschikistan Jaismine Lamboriya Indien          |
| Leichtgewicht (57–60 kg)      | Rimma Wolossenko Kasachstan    | Huswatun Hasanah Indonesien      | Simranjit Kaur Indien Shoira Zulkaynarova Tadschikistan           |
| Halbweltergewicht (60–64 kg)  | Milana Safronowa Kasachstan    | Lal Buat Saihi Indien            | Mochinabonu Abdullajewa Usbekistan Noura Almutairi Kuwait         |
| Weltergewicht (64–69 kg)      | Valentina Chalzowa Kasachstan  | Nawbachor Chamidowa Usbekistan   | Lovlina Borgohain Indien                                          |
| Mittelgewicht (69–75 kg)      | Pooja Rani Indien              | Mawluda Mowlonowa Usbekistan     | Munkhbat Myagmarjargal Mongolei Marina Wolnowa Kasachstan         |
| Halbschwergewicht (75–81 kg)  | Fariza Scholtay Kasachstan     | Sochiba Russmetowa Usbekistan    | Saweety Boora Indien                                              |
| Schwergewicht (+81 kg)        | Lassat Qungeibayewa Kasachstan | Anupama Kundu Indien             | Hanan Al-Zeyoudi Arabische Emirate Mochira Abdullajewa Usbekistan |